# Peter Nygård
Peter J. Nygård, egentligen Pekka Juhani Nygård,  född 24 juli 1941 i Helsingfors, är en finskfödd affärsman som numera är kanadensisk medborgare. Han var styrelseordförande för Nygard International, som han grundade, tills anklagelser om våldtäkt och trakasserier under årtionden tvingade honom att avgå i februari 2020. 120 kvinnor anklagar Nygård för sexuella överträdelser i en grupptalan. Nygård bodde främst på Bahamas, men han hade också lägenheter i Los Angeles och Winnipeg. År 2014 uppgick värdet av hans personliga tillgångar till cirka 944 miljoner kanadensiska dollar. Enligt New York Times har Nygård tio barn med åtta kvinnor, men han har bara berättat för allmänheten om sju barn med fyra kvinnor.
Den 9 september 2024 dömdes Peter Nygård till 11 års fängelse.

## Biografi

### Barndom och utbildning
Som barn flyttade Peter Nygård till Kanada med sin syster Liisa och föräldrarna Eeli och Hilkka Nygård. I hemlandet hade föräldrarna arbetat för Helsingfors handelslag Elanto. 1952 inrättade de ett bageri i Winnipeg, som ursprungligen hade svårigheter men som sedan kom att blomstra till den grad att barnen hade råd med en universitetsutbildning. Peter Nygård har en examen i företagsekonomi från University of North Dakota i USA.

### Karriär
Nygård inledde sin affärsverksamhet i december 1967 genom att investera sina besparingar ett lån på 8000 kanadensiska dollar i en 20-procentig andel av Nathan Jacobs, en tillverkare av damkläder. Några år senare kom han att äga företaget i sin helhet, och bytte dess namn till 'Tan Jay International'. Nygard Apparel grundades 1967 i Winnipeg i Kanada och har sitt huvudkontor i Toronto i Kanada. Företaget förväntas ha en omsättning på cirka 1 miljard kanadensiska dollar.

### Nygård International (företag)
Nygård grundade Nygård International 1967 i Winnipeg med fokus på produktion av sportkläder. Företaget expanderade till USA 1978 och 1987 öppnade Nygård företagets internationella försäljnings- och marknadsarbetsgrupper i Toronto.
Orter där företaget hade lokaler:
- New York, New York, USA (globalt huvudkontor, forskning och design)
- Winnipeg, Manitoba, Kanada (IT, detaljhandel, tjänster, design och marknadsföring, produktion och distribution)
- Toronto, Ontario, Kanada (internationellt försäljnings- och marknadsföringsteam)

Företaget hade också produktionsanläggningar i Shanghai, Tianjin, Sri Lanka, Indonesien och Mexiko.
Företaget ansökte om företagsomstrukturering i mars 2020 på grund av allvarliga anklagelser mot Peter Nygård. Företaget ansökte om konkurs (Chapter 15) i New York den 18 mars 2020.

### Nygård Cay
Nygård köpte 1984 en udde i grindsamhället Lyford Cay på ön New Providence i Bahamas och började bygga en herrgård och privat semesterort där, vilka färdigställdes 1987. Komplexet brann ner 11 november 2009.  Orsaken till branden fastställdes inte, men man ansåg att den hade börjat med elektrisk utrustning. Huvudbyggnaden byggdes i stil med mayatempel och omges av mer än 20 pensionat, tennis-, basket- och volleybollplaner, hundra meter sandstrand och en stor pool där badande gäster kunde iakttas genom diskotekets glasväggar och bastu. Hemmabiosystemet hade 24 platser och kunde visa tre filmer samtidigt. Nygård Cay fanns tillgänglig för uthyrning till priset 42 000 amerikanska dollar per dag.
Fastigheten övertogs av Bahamas stat den 28 september 2018 eftersom Nygård inte hade betalat föreskrivna rättegångskostnaderna till följd av hans olagliga bygge i botten av den omgivande viken.

Vintern 2021 har fastigheten lämnats vanskött under lång tid och i är dåligt skick. 

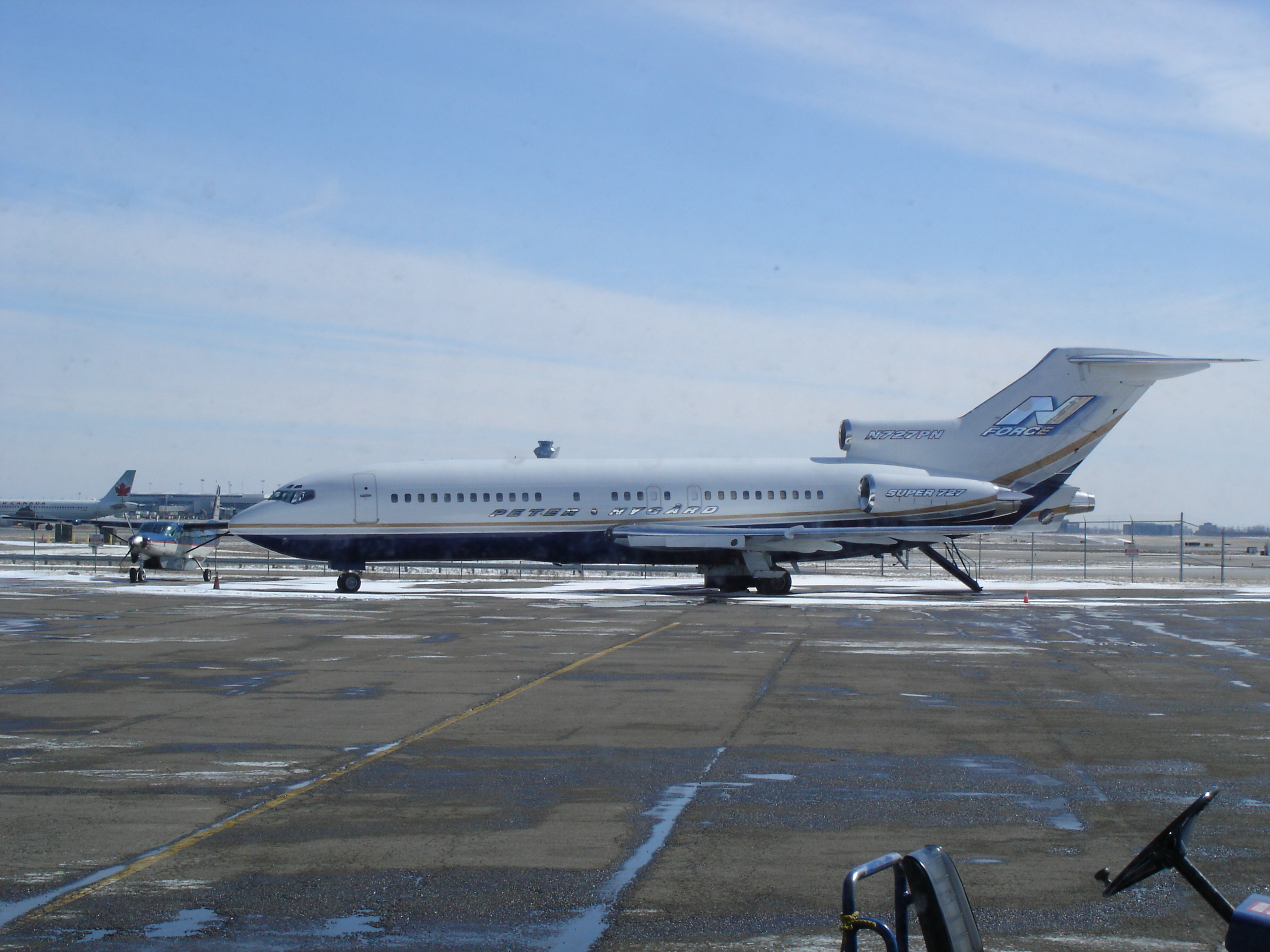
Peter Nygårds privata plan.

### Rättstvister, gripande och misstankar om våldtäkt och andra övergrepp
1978 ingick Nygård ett muntligt avtal med sportkläderdesignern Nancy Ebker gällande ett 50/50 partnerskap. Nygård ville inte ha ett skriftligt avtal eftersom ett sådant hade orsakat komplikationer enligt honom. När verksamheten hade inletts avskedade Nygård Ebker. Detta ledde till en tolvårig rättstvist där ingen av parterna slutligen gjorde den vinst de ville ha.
Nygård anklagades 1980 för våldtäkt i Winnipeg, men eftersom offret i slutändan vägrade att vittna vid rättegången, lades åtalet ned.
På 1990-talet förlikade Nygård tre anklagelser för sexuella trakasserier utanför domstol i Winnipeg, och en liknande anklagelse i Los Angeles ogillades.
År 1999 stämde Nygård musikern Linda Lampenius 1999 för förtal. Nygård hävdade initialt 220 miljoner finska mark från Lampenius, ett belopp som sänktes till 60 miljoner mark under rättsprocessens gång. Rättegången avgjordes slutligen under 2001 genom att Lampenius offentligt bad Nygård om ursäkt i ett pressmeddelande.
Modern till Nygårds son Mikas stämde Nygård för underhåll 2002. Nygård dömdes på grund av sina synnerligen höga inkomster till att betala Kanadas största underhåll dittills.
År 2003 stämde ett amerikanskt par Nygård för vilseledande att anställa dem för att arbeta för Nygard Cay. Paret hävdade att det fanns obehöriga arbetare på platsen och att de skulle ha straffats för dåligt utfört arbete. Nygård stämde paret och hävdade att de stal hemliga dokument. Parterna förlikades 2007.
I en artikel i den finska tidningen Katso i juni 2005 talade en tidigare Nygård-anställd ut om omänskliga arbetsförhållanden på Nygard Cay. Nygård stämde sin tidigare anställda och tidningen Katso i Los Angeles. Samtidigt stämde Nygård en journalist för kvällstidningen Iltalehti och dess moderbolag Alma-Media gällande en artikel i Iltalehti våren 2005 om en vild resa i Nygårds villa på Bahamas. De åtalade vann målet i domstol och Nygård fick betala rättegångskostnaderna.
2008 smällde Nygård igen en dörr i sin lägenhet i Los Angeles på sin ex-flickväns arm. Ärendet gick till rätten och förlikades så snart det offentliggjordes.
I programmet Fifth Estate som producerat av Canadian Broadcasting Corporation anklagade tidigare Nygård-anställda honom offentligt och hävdade att han kränkt sina anställda, brutit mot arbetsskydd och andra händelser vid Nygård Cay på Bahamas. Nygård stämde utan framgång CBC först i New York för material som filmats där,  i ett försök att förhindra publicering. Nygård stämde CBC igen i Winnipeg innan programmets premiär. Programmet sändes dock tablåenligt 9 april 2010. Nygård har också stämt tidigare anställda som medverkade i programmet.
I mars 2011 stämde Nygård bland andra sin granne på Bahamas och en förening för fastighetsägare i området med påstående att de förstört hans rykte. I samband med fallet förbjöds Nygård sommaren 2012 att göra någonting åt vägen som leder till hans tomt. Han trotsade förbudet och dömdes 2012 till böter av beloppet 50 000 bahamska dollar och beslut om att stänga vägen med hot om 30 dagars fängelse.
Miljardären Louis Bacon stämde Nygård i New York i januari 2015. I rättegången hävdade Bacon att Nygård spridit falsk information om honom under flera år. Nygård bestrider Bacons påståenden. Ärendet ogillades vid en lägre domstol, men hovrätten tog upp målet för omprövning den 24 april 2018. Våren 2016 avslöjades en komplott som förknippade Nygård med misstankar om att han planerat ett mord.
En bahamansk domare utfärdade en arresteringsorder för Nygård den 28 januari 2019 för att han upprepade gånger underlåtit att delta i domstolsförhandlingar. Nygård dömdes 15 november 2019 till fängelse och stränga böter på Bahamas för domstolstrots.
I februari 2020 rapporterades det att tio kvinnor hade lämnat in en grupptalan rättegång mot Nygård i New York. Nygård påstods ha drivit en sexhandel med minderåriga flickor och våldtagit dem i sin villa på Bahamas under 2008-2015. Nygård förnekar anklagelserna. I april 2020 gick 46 andra kvinnor med i rättegången, och Nygård har nu anklagats för sexuella överträdelser i fem decennier sedan 1970-talet. I juli 2020 framgick det att framträdna antalet offer hade ökat till 57. I mars 2021 hade antalet ökat till 120. Enligt Nygård är ärendet en lögnaktig kampanj som finansieras av hans fiende Louis Bacon, med syfte att förstöra hans anseende och affärsverksamhet.
I mars 2020 stämde PR-företaget Sitrick and Company Nygård för obetalda fakturor i Kalifornien. Nygård hade betalat företaget upp till 975 dollar per timme i PR-arbete, totalt 2,5 miljoner dollar och underlåtit att betala räntor som uppgick till 620 000 och 44 000 dollar.
I augusti 2020 anklagades Nygård för sexuella övergrepp av sina söner. Enligt sönerna hade Nygård instruerat en sexarbetare att ha sex med pojkarna medan de fortfarande var minderåriga. Enligt den ena sonen ville Nygård "göra honom till en man". Åtalet använder termen statutory rape, som ligger nära den straffrättsliga benämningen grovt sexuellt utnyttjande av ett barn i finländsk straffrätt. Pojkarna representeras i målet av samma advokater som tidigare representerat en grupptalan mot Nygård.
Nygård greps den 14 december 2020 i Winnipeg. Gripandet gjordes för att USA krävde Kanada på utlämning av Nygård för lagföring vid federal domstol i New York, gällande anklagelser gällande till exempel sexualbrott, människohandel för sexuellt utnyttjande och ekonomiska brott.  Nygård har krävt att släppas mot borgen, med hänvisning till bland annat dålig hälsa och att han inte får den mat han behöver i fängelset. Begäran avslogs 5 februari 2021  och 26 mars 2021.
Supermodellen Beverly Peele hävdade i februari 2021 i en intervju för Discovery+ -dokumentären "Unseamly: The Investigation of Peter Nygard" att Nygård våldtog henne, vilket ledde till graviditet och en sons födelse. Hon hade tidigare anförtrott sig om händelsen till sin son, vilket hon tycker har hjälpt henne hantera traumat.  I samma dokumentär hävdar före detta Miss Canada, April Telek, att Nygård våldtog henne i en situation som möjliggjordes av hans systerdotter Angela Dyborn. Telek har väckt talan mot Dyborn i Kalifornien.
Den finska tv-kanalen MTV3 har avslöjat påståenden från flera kvinnor våren 2021.

## Utmärkelser
- Helsingforsmedaljen (1987)[46]
- Patriot Award, The Royal Military Institute (2002)[47]
- Queen Elizabeth II Golden Jubilee Medal (2003)[48]
- Entrepreneur Hall of Fame, University of North Dakota (2004)[49]
- Queen Elizabeth II Diamond Jubilee Medal (2013)[50]